# 市川左團次 (初代)

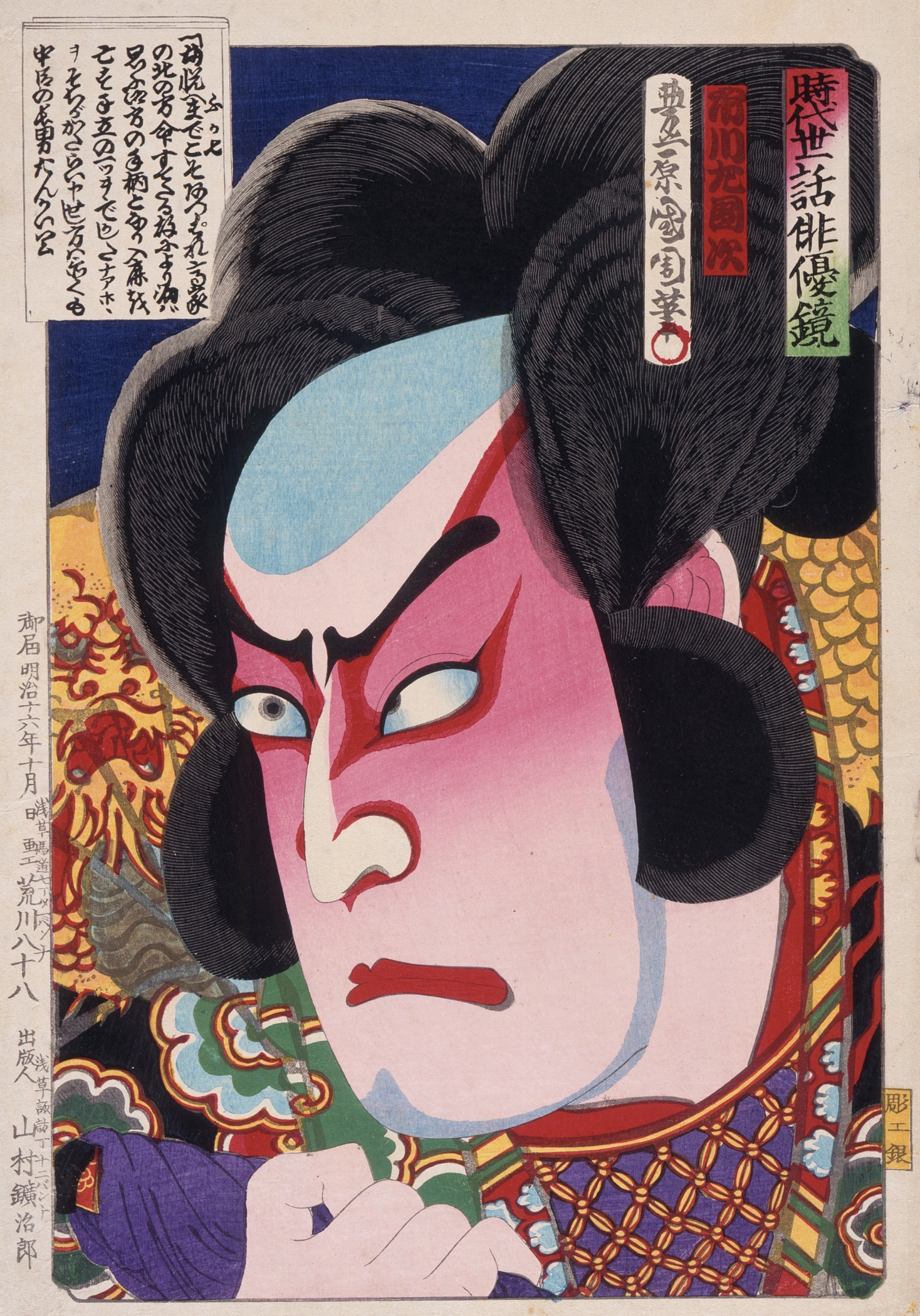
「妹背山婦女庭訓・金殿」鱶七実は金輪五郎　豊原国周作（1870年代）

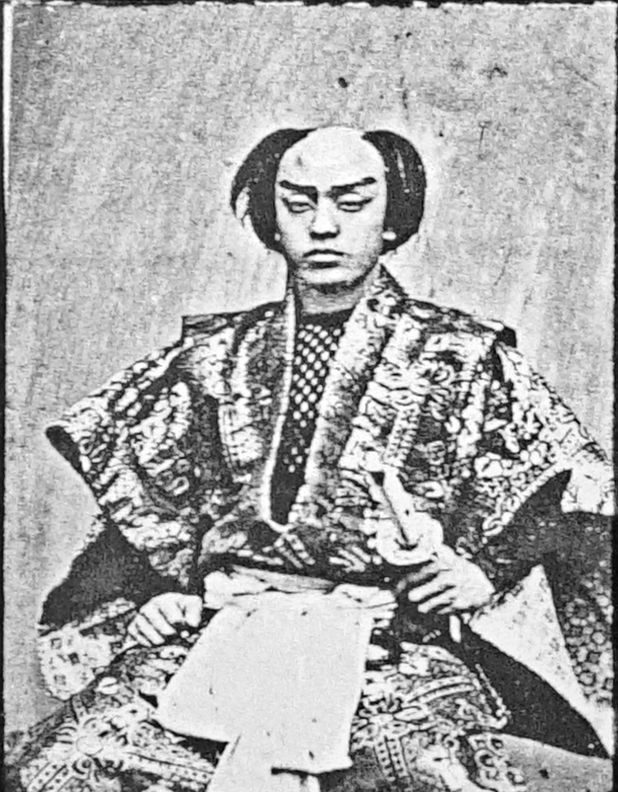
初代市川左團次（1883年）役名不詳

初代 市川 左團次（しょだい いちかわ さだんじ、天保13年旧暦10月28日（西暦換算1842年11月30日）- 明治37年（1904年）8月7日）は歌舞伎役者。大阪生まれ。屋号は髙島屋。定紋は三升に左（みますに ひだり）、替紋は松川菱に鬼蔦（まつかわびしに おにづた）。俳名に松蔦（しょうちょう）・莚升（えんしょう）。本名は高橋 榮三（たかはし えいぞう）。

## 来歴・人物
大坂道頓堀生まれ。父は歌舞伎役者の結髪師・中村清吉。7歳のとき市川辰蔵を名乗って初舞台。のち七代目市川團十郎門下となり初代市川小米、その後初代市川升若を名乗る。子供芝居で修業するうちにその才能が周囲に認められ、元治元年（1864年）四代目市川小團次の養子となる。
始め実兄の二代目市川米蔵（のちの三代目中村壽三郎）に養子の話があり、江戸中村座の関係者が上坂して会ってみたがうまくまとまらず、かえってそこに居あわせた升若の美貌にほれ込んでこれを養子にすることにしたという。
江戸に下り、市川左團次と改名。翌元治2年正月中村座『鶴寿亀曾我嶋台』の信田小太郎・小林朝比奈で江戸お披露目。記録には、左團次が編笠を取るとその美しい容貌に観客は湧いたが、上方訛りの口跡を聞いたとたんに観客は失望して野次が飛んだとある。これ以後左團次は不調に陥り、養父小團次の死後は舞台からも敬遠される身となり、小團次の未亡人・お琴はこれを離縁して帰坂させることまで考えた。しかし小團次の親友だった二代目河竹新七（黙阿弥）がその身を預かり、左團次に一から稽古を付け直してようやく舞台に復帰するようになった。
明治3年3月（1870年）守田座『樟紀流花見幕張』（慶安太平記）の丸橋忠弥が大当たりとなる。この芝居には左團次つとめる丸橋忠弥の一人舞台、「江戸城堀端の場」が作られていた。これには共演者や劇場関係者からの苦情が出たが、新七は文字道り進退を掛けて彼らを説得する。ふたを明けて見ると、件の「堀端」と「忠弥内捕物の場」が最も評判がよかった。
その後も十二代目守田勘彌に見いだされ新富座に所属し主に立役、新作の史劇に本領を発揮。明快な口跡、立ち回りが見事で、男性的な芸風だった。当り役は出世芸となった『慶安太平記』の丸橋忠弥・『大杯觴酒戦強者』（大盃）の馬場三郎兵衛、『勧善懲悪覗機関』（村井長庵）の村井長庵は父譲り、『勧進帳』の富樫、『青砥稿花紅彩画』（白浪五人男）の南郷力丸、『籠釣瓶花街酔醒』（籠釣瓶）の佐野次郎左衛門など。九代目市川團十郎・五代目尾上菊五郎とともに「團菊左」と並び称され、明治20年（1887年）には天覧歌舞伎の舞台に立った。
明治23年（1890年）には新富座の座頭（劇場専属の興行責任者）になる。しかし、金銭問題や團菊との扱いの差に耐え兼ねて明治24年（1891年）には勘彌と絶縁する事になった。
明治26年（1893年）には明治座を新築し、座元（劇場所有者兼興行総責任者）として近代的な劇場経営を行う。新作物中心の興行を推進し、明治32年（1899年）明治座で翻訳家で新聞記者の松居松翁作による『悪源太』を初演した。これは旧来の慣例を破って芝居関係以外の者による脚本を採用した嚆矢で、これが二代目左團次以降の新歌舞伎の原動力となった。

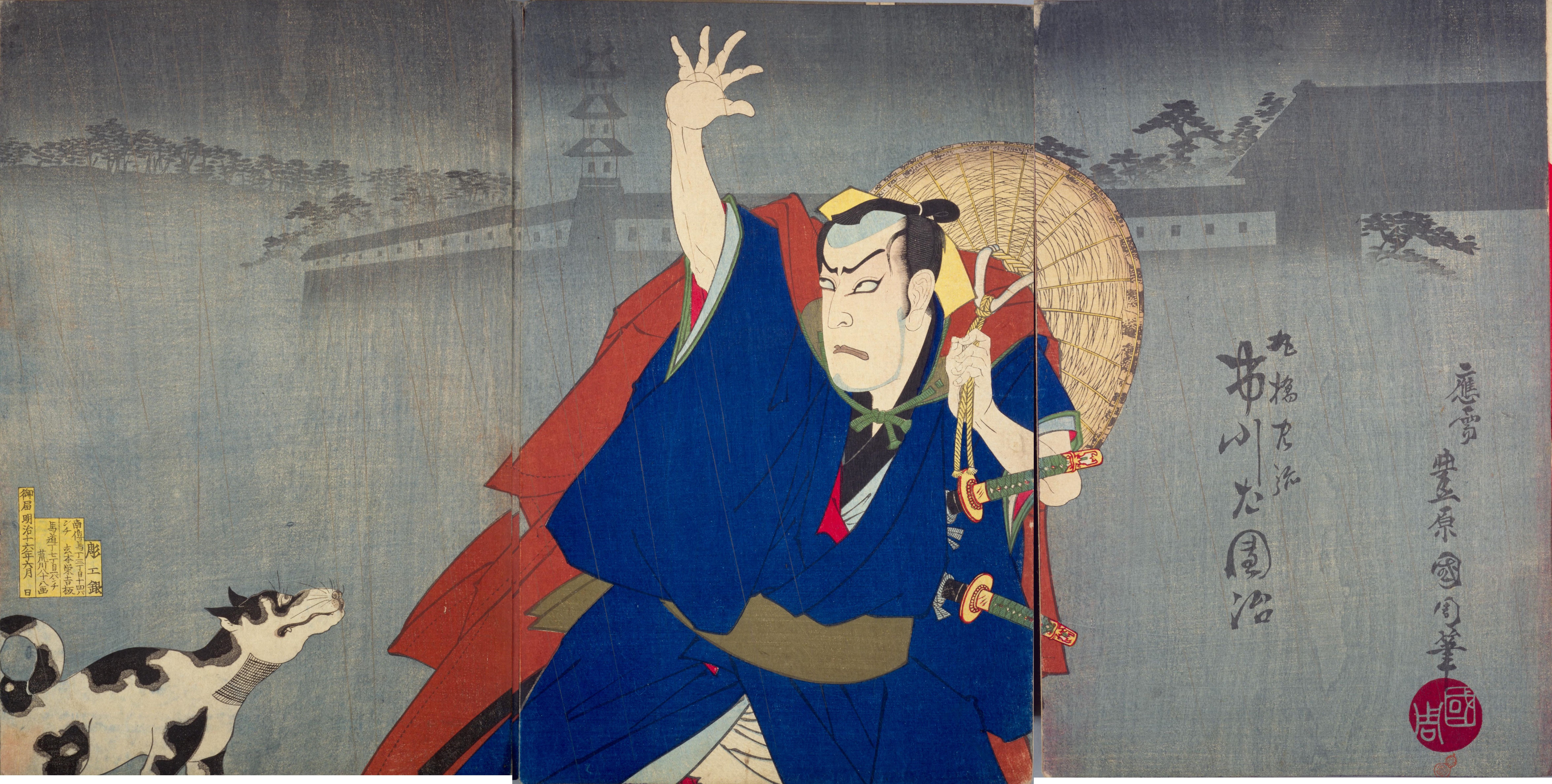
出世芸となった「慶安太平記」江戸城堀端の場　丸橋忠弥を演じる左團次

私生活では、温厚な人格者として周囲の尊敬を集めていた。明治37年（1904年）5月明治座『敵国降伏』の漁師・弥藤太を最後の舞台として、同年8月新富町の自宅で死去。それはある意味で江戸歌舞伎の終焉でもあった。
子に二代目市川左團次と三代目市川莚升。娘婿に二代目市川松蔦。養家の弟に初代市川右團次と五代目市川小團次、実兄に三代目中村壽三郎、実弟に初代市川荒次郎、甥に二代目市川右團次、二代目市川米升、二代目市川荒次郎、三代目市川米蔵がいる。